# Morato Arrais
Morato Arrais ou Murade Reis (em turco: Murat Reis; Albânia, c. 1535 - Vlore, 1638) foi um almirante corsário albanês muçulmano otomano, que viveu no século XVI. É considerado um dos mais importantes corsários bárbaros.

## Biografia
Quando tinha 11 anos foi capturado pelo pirata Cara Ali Reis. Navegou com ele até Cari Ali Reis falecer, 20 anos mais tarde. Murat continuou então a atividade pirata por sua conta.
Atacou a Espanha e os estados italianos em terra e no mar, tendo mesmo capturado um barco com o pavilhão do Papa. Cerca de 1580 tornou-se conhecido por atacar navios e cidades cristãs. Foi morto enquanto mantinha sob cerco a cidade de Vlorë, em 1609.